# トミタカズキ
トミタカズキ(冨田 一輝)は、日本のソングライター、編曲家、ギタリスト。SUPA LOVE所属。長野県長野市出身、新潟県新潟市在住。過去にはバンドのギター/ボーカル・シンガーソングライターとして活動していた。

## 主な提供作品
- Raon 「白昼夢」（作詞・作曲・編曲・Guitar）テレビアニメ HighCard EDテーマ
- King & Prince
  - 「ORESEN」（作曲）
- 雨宮天
  - 「PARADOX」（作曲・編曲・Guitar）テレビアニメ 理系が恋に落ちたので証明してみた。OPテーマ
- キラッとプリ☆チャン
  - 「じゃんけんキラッと!プリ☆チャン」（作曲・編曲・Guitar）テレビアニメ キラッとプリ☆チャン EDテーマ
- 和氣あず未
  - 「シトラス」（作曲・編曲・Guitar）[1]
- 諏訪ななか
  - 「Poison Girl」（作詞・作曲・編曲）
  - 「揺れていたい」（作曲・編曲・Guitar）
- halca
  - 「サワリタイミライ」（作曲・編曲・Guitar）
- SHOW BY ROCK!!
  - Mashumairesh!!（CV 遠野ひかる、夏吉ゆうこ、和多田美咲、山根綺）
    - 「星空ライトストーリー」（作詞・作曲・編曲）テレビアニメ『SHOW BY ROCK!! STARS!!』エンディングテーマ
    - 「プラットホーム」（作詞・作曲・編曲・Guitar）テレビアニメ『SHOW BY ROCK!! ましゅまいれっしゅ!!』
    - 「シンデレラストーリー」（作詞・作曲・編曲・Guitar）デルミン キャラクターソング
    - 「ラストジャッジ」（作曲・編曲・Guitar）ルフユ キャラクターソング
    - 「てのひら」（作詞・作曲・編曲・Guitar）ほわん、ヒメコ キャラクターソング
    - 「はなびらの栞」（作詞・作曲・編曲・Guitar）

  - REIJINGSIGNAL（CV Lynn、芹澤優、鈴木みのり）
    - 「ネオンテトラの空」（作曲・編曲・Guitar）テレビアニメ『SHOW BY ROCK!! ましゅまいれっしゅ!!』8話挿入歌
- MonsterZ MATE
  - 「掌ダンス」（作曲）
- Cellchrome
  - 「打ち上げ花火」（共作詞・作曲・編曲）
- kore:ct
  - 「スタートボタン」（作曲・編曲・Guitar）
- 宮本佳林
  - 「愛してるの言葉だけで」（作曲）
- ael-アエル-
  - 「DREAMER」（作詞・作曲・編曲）